# Ǵorgi Stoilov
Ǵorgi Stoilov (in macedone Ѓорги Стоилов?; Strumica, 25 agosto 1995) è un calciatore macedone, centrocampista del Makedonija G.P..

## Carriera

### Club
Ha giocato nella massima serie macedone e in quella azera.

### Nazionale
Nel 2019 ha esordito in nazionale.

## Statistiche

### Cronologia presenze e reti in nazionale
| Cronologia completa delle presenze e delle reti in nazionale ― Macedonia del Nord | Cronologia completa delle presenze e delle reti in nazionale ― Macedonia del Nord | Cronologia completa delle presenze e delle reti in nazionale ― Macedonia del Nord | Cronologia completa delle presenze e delle reti in nazionale ― Macedonia del Nord | Cronologia completa delle presenze e delle reti in nazionale ― Macedonia del Nord | Cronologia completa delle presenze e delle reti in nazionale ― Macedonia del Nord | Cronologia completa delle presenze e delle reti in nazionale ― Macedonia del Nord | Cronologia completa delle presenze e delle reti in nazionale ― Macedonia del Nord |
| Data                                                                              | Città                                                                             | In casa                                                                           | Risultato                                                                         | Ospiti                                                                            | Competizione                                                                      | Reti                                                                              | Note                                                                              |
| --------------------------------------------------------------------------------- | --------------------------------------------------------------------------------- | --------------------------------------------------------------------------------- | --------------------------------------------------------------------------------- | --------------------------------------------------------------------------------- | --------------------------------------------------------------------------------- | --------------------------------------------------------------------------------- | --------------------------------------------------------------------------------- |
| 13-10-2019                                                                        | Varsavia                                                                          | Polonia                                                                           | 2 – 0                                                                             | Macedonia del Nord                                                                | Qual. Euro 2020                                                                   | -                                                                                 | 88’                                                                               |
| Totale                                                                            |                                                                                   | Presenze                                                                          | 1                                                                                 |                                                                                   | Reti                                                                              | 0                                                                                 |                                                                                   |